# Krążowniki pancernopokładowe typu Edgar

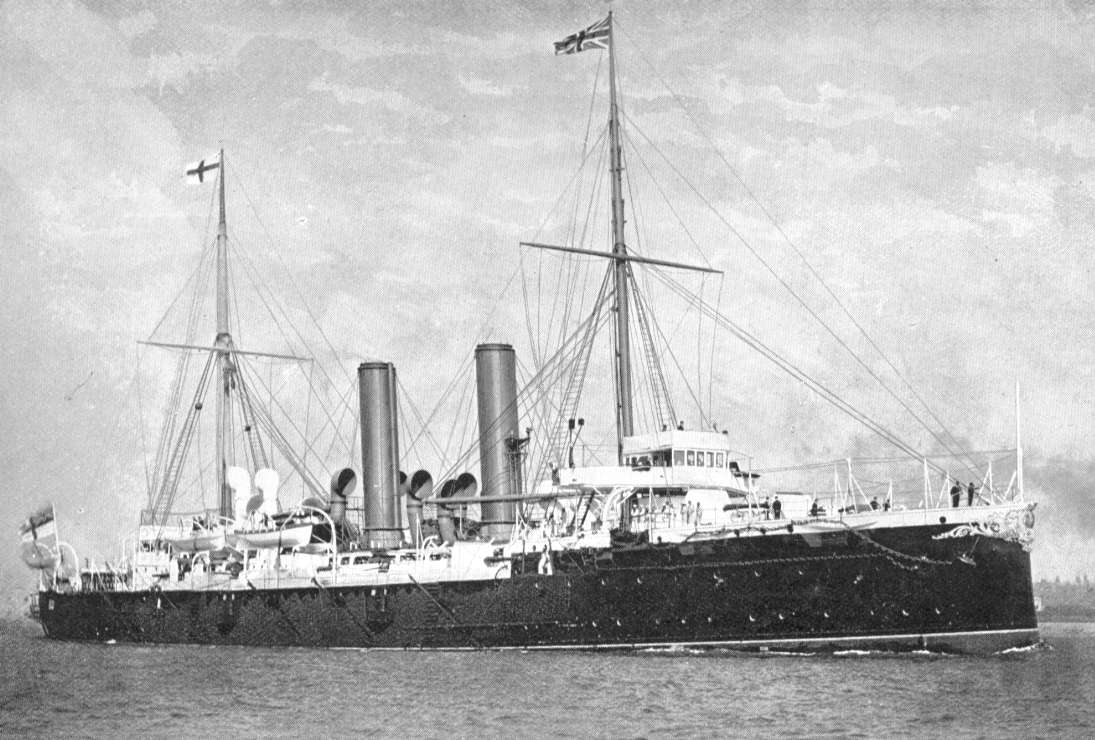
HMS "Royal Arthur" – widoczny podwyższony pokład dziobowy z dwoma działami 152 mm oraz "wiktoriańskie" malowanie z okresu pokojowego

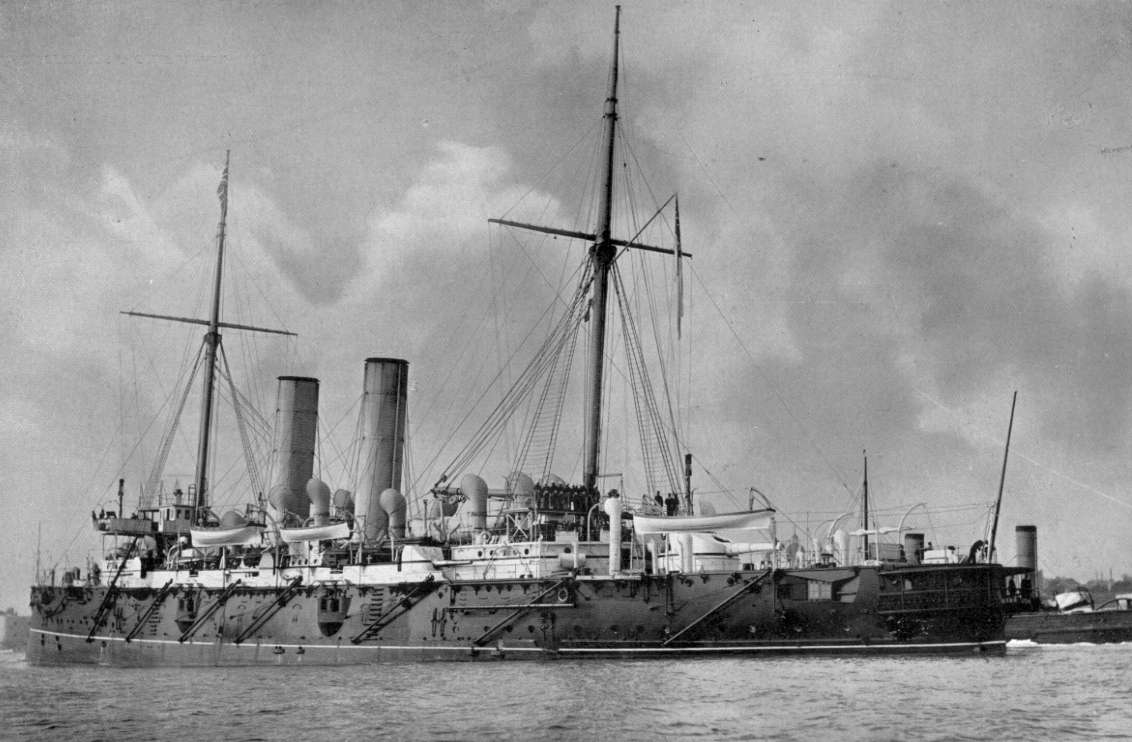
HMS „Gibraltar” od rufy. Widoczne wytyki sieci przeciwtorpedowych na burtach

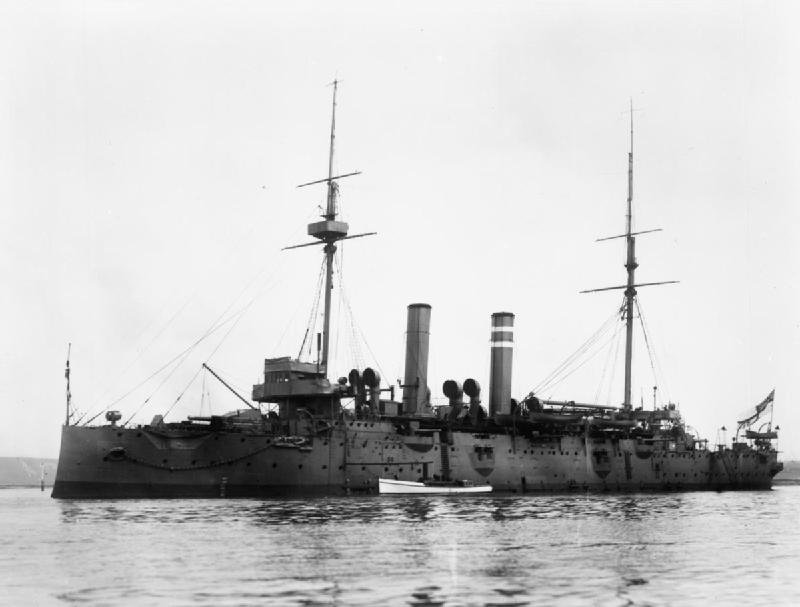
HMS „Grafton” w szarym malowaniu wojennym

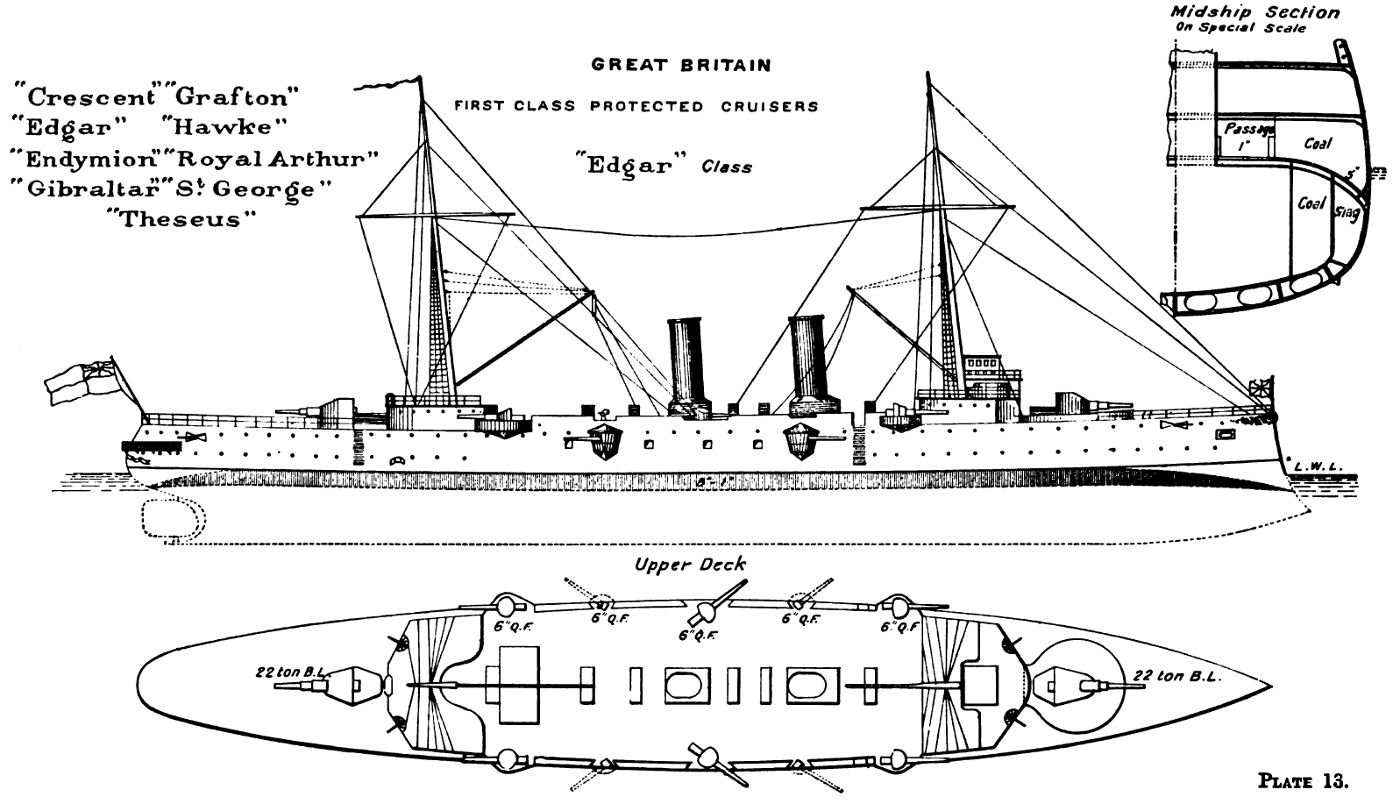
Szkic okrętów typu Edgar

Krążowniki pancernopokładowe typu Edgar – seria dziewięciu brytyjskich okrętów, zbudowanych w latach 90. XIX wieku i służących podczas I wojny światowej. Klasyfikowane były w Royal Navy jako krążowniki I klasy.

## Historia
Projekt ten był pomniejszoną wersją okrętów typu Blake, z nieco słabszym opancerzeniem i takim samym uzbrojeniem głównym (2 działa kalibru 234 mm i 10 dział 152 mm). Od nazwy pierwszego okrętu HMS „Edgar” był nazwany typem Edgar. HMS „Crescent” i „Royal Arthur” różniły się od pozostałych zestawem uzbrojenia, gdyż zamiast dziobowego działa 234 mm uzbrojono je w dwie armaty 152 mm obok siebie, na podwyższonym pokładzie dziobowym (miały 1 działo 234 mm i 12 dział 152 mm). HMS „Gibraltar”, „Crescent”, „Royal Arthur” i „St George” miały dno pokryte drewnem i blachą miedzianą dla służby w tropikach bez regularnego dokowania, co zwiększało ich wyporność o 350 t i obniżało prędkość o pół węzła. Krążowniki typu Edgar okazały się udanymi okrętami, bardziej ekonomicznymi od typu Blake. Miały bardzo dobre własności morskie i mogły przez dłuższy czas utrzymywać prędkość 18 węzłów.

## Budowa i służba
Budowę pierwszych okrętów rozpoczęto w 1889, całą seria weszła do służby w latach 1893–1896. Przez pierwsze lata służyły głównie na stacjach zagranicznych (m.in. na Morzu Śródziemnym, Pacyfiku, w Chinach i Australii). Podczas I wojny światowej były już przestarzałe. HMS „Hawke” jako jedyny został utracony podczas wojny – zatopiony 15 października 1914 przez niemiecki okręt podwodny U-9. HMS „Edgar”, „Grafton”, „Endymion” i „Theseus” po modernizacji polegającej na dodaniu „bąbli” przeciwtorpedowych i zastąpieniu dział 234 mm działami 152 mm, wspierały wojska podczas operacji dardenelskiej. Pozostałe okręty od 1915 używane były do zadań pomocniczych, głównie jako okręty-bazy. Ocalałe krążowniki zostały wycofane i sprzedane na złom w latach 1920–1923.

### Okręty typuEdgar
| nazwa        | położenie stępki, stocznia        | wodowanie    | wejście do służby |
| ------------ | --------------------------------- | ------------ | ----------------- |
| Edgar        | 03. 06. 1889, Devonport           | 24. 11. 1890 | 02. 03. 1893      |
| Royal Arthur | 20. 01. 1890, Portsmouth Dockyard | 26. 02. 1891 | 02. 03. 1893      |
| Hawke        | 17. 06. 1889, Chatham             | 11. 03. 1891 | 16. 05. 1893      |
| Crescent     | 13. 10. 1890, Portsmouth Dockyard | 30. 03. 1892 | 22. 02. 1894      |
| Grafton      | 01. 01. 1890, Thames Iron Works   | 30. 01. 1892 | 18. 10. 1894      |
| Endymion     | 23. 04. 1890, Earle, Hull         | 23. 06. 1892 | 25. 10. 1894      |
| St George    | 23. 04. 1890, Earle, Hull         | 23. 06. 1892 | 25. 10. 1894      |
| Gibraltar    | 02. 12. 1889, Napier, Glasgow     | 27. 04. 1892 | 01. 11. 1894      |
| Theseus      | 16. 07. 1890, Thames Iron Works   | 08. 09. 1892 | 14. 01. 1896      |

## Opis konstrukcji
Okręty miały sylwetkę i architekturę taką, jak krążowniki typu Blake. Kadłub był gładkopokładowy, z wyjątkiem „Royal Arthur” i „Crescent”, które miały podwyższony pokład dziobowy. Dziobnica miała formę taranową, mało wysuniętą do przodu. Sylwetkę okrętów wyróżniały dwa wysoki i cienkie kominy, pochylone do tyłu. Na śródokręciu ciągnęła się niska i długa nadbudówka, na której z przodu znajdował się pomost bojowy, z przeszkloną kabiną nawigacyjną i odkrytymi skrzydłami na boki. Za pomostem i na końcu nadbudówki znajdowały się lekko pochylone rozbudowane maszty.
Uzbrojenie główne obejmowało dwa pojedyncze działa kalibru 234 mm z maskami pancernymi, na pokładzie dziobowym i rufowym oraz 10 pojedynczych dział 152 mm w stanowiskach burtowych. Po dwa na burtę znajdowały się w kazamatach, umieszczonych w burtach na śródokręciu, dość nisko nad wodą, pod pokładem górnym, a pozostałe trzy na burtę były ustawione na pokładzie na śródokręciu, z maskami ochronnymi. Po dwa z pokładowych dział 152 mm mogły teoretycznie strzelać wprost w kierunku dziobu lub rufy. HMS „Crescent” i „Royal Arthur” zamiast dziobowego działa 234 mm miały tam dwie armaty 152 mm obok siebie. Uzbrojenie uzupełniało 12 dział 57 mm w nieopancerzonych kazamatach burtowych lub stanowiskach na pokładzie, 5 lekkich działek 47 mm i 4 podwodne wyrzutnie torped.

## Dane taktyczno-techniczne
- wyporność pełna: 7350 t (cztery okręty – 7700 t).
- długość: 118,1 m
- szerokość: 18,3 m
- zanurzenie – 7,25 m
- siłownia: 2 maszyny parowe potrójnego rozprężania o mocy indykowanej 10 000 KM (maksymalnie 12 000 KM przy ciągu wymuszonym), 4 cylindryczne dwustronne kotły parowe, 2 śruby
- prędkość: 18 węzłów, maks. 20 w przy ciągu wmuszonym
- zapas paliwa: węgiel 1250 t
- załoga: 544

Uzbrojenie
- 2 działa 234 mm L/30 (9.2 in BL) z maskami pancernymi, na dziobie i rufie („Crescent” i „Royal Arthur” – 1 działo na rufie)
- 10 dział 152 mm Mk VII (6 in QF) w stanowiskach burtowych – 4 w kazamatach, pozostałe z maskami pancernymi („Crescent” i „Royal Arthur” – 12 dział)
- 12 dział 57 mm (6pdr QF)
- 5 dział 47 mm (3pdr QF)
- 4 podwodne wyrzutnie torped 450 mm

Opancerzenie
- pokład pancerny: 76–127 mm
- maski dział 234 mm: 76 mm
- kazamaty dział 152 mm: 152 mm
- stanowisko dowodzenia: 305 mm